# Sima Milovanov
Sima MIlovanov (Bečej, 10 aprile 1923 – 16 novembre 2002) è stato un calciatore jugoslavo, di ruolo difensore.

## Palmarès

### Allenatore

#### Competizioni nazionali
- Coppa di Cipro: 1

Anorthosis: 1970-1971